# Аберван
Аберва̀н (на уелски: Aberfan, произнася се [abɛrˈvan]) е малко село в графство Мърдър Тидфил, Уелс, пострадало от чудовищна катастрофа през 1966, отнела живота на 144 души, 116 от които деца.

## Катастрофата в Аберван
Около 50 години до 1966 минни отпадъци от близката каменовъглена мина са били пренасяни в планината Мърдър, точно над село Аберван. Огромни купчини ненужна скала, пясък и минен прах са оставали там. Всичко това представлявало заплаха за селото, макар че никой не смятал, че това може да причини евентуална катастрофа с тежки последици.
В ранните часове на 21 октомври 1966, петък, след няколко дъждовни дни падат 3 до 6 метра от отпадъците по горния склон на мината. В 9:15 ч сутринта над 150 000 м3 скала, пясък и прах се изсипват върху селското училище „Pantglas Junior School“. Малко по-късно се изсипват още 160 000 м3 отпадъци и напълват класните стаи. В резултат загиват 116 деца и 28 учители, общо 144 души. Това е една от най-тежките катастрофи в човешката история, причинени поради немарливост. Няколко деца са спасени в първите часове, но след 11:00 ч няма открити повече оцелели. През 2003 британски психолози откриват, че половината от оцелелите имат депресия. През 1997 е открит фонд за подпомагане на оцелелите и семействата на починалите. Но все пак Аберван почти е изгубил следващите си поколения.